# Sant Jaume d'Olzinelles
Sant Jaume d'Olzinelles és una església rural de construcció romànica de mitjan segle xii situada al terme de Sant Fruitós de Bages, al Bages. És una obra protegida com a bé cultural d'interès local.

## Descripció
Sant Jaume d'Olzinelles es troba a tocar del mas del mateix nom (Mas d'Olzinelles) al qual s'uneix per un arc perpendicular al frontis. L'edifici actual és del segle xii però al mur de tramuntana conserva la capçalera de planta trapezoïdal del temple preromànic, que fa funcions de sagristia. Es tracta d'un petit edifici de planta rectangular cobert amb volta de pedra a l'interior i a l'exterior amb una teulada de doble vessant.
El temple romànic és d'una sola nau, un absis semicircular al cantó de llevant. La nau està coberta amb volta de canó i l'absis amb volta d'un quart d'esfera. Té una finestra central de doble esqueixada, formada per un arc de mig punt adovellat. La porta antiga fou reemplaçada per una de factura moderna. Encara es pot veure el perfil de la porta original feta amb arc de mig punt. Al la banda de ponent s'alça un campanar tardà, format per una espadanya de dues obertures, sense encaixar amb l'estructura del temple. Altres modificacions són: la finestra quadrada oberta sota el campanar i l'arcada sobre la qual es recolza un cos d'edifici modern. El més notable, però, és la transformació de l'edifici a causa dels murs sobrealçats de la nau. L'aparell és fet amb pedra desbastada formant carreus de diferents mides i disposició irregular.Aquesta esglesia forma part del cami de Sant Jaume

## Història
Aquesta església corona un petit puig al lloc d'Olzinelles. Aquest lloc apareix documentat a partir del 978, en una butlla del papa Benet VII, al bisbe de Vic i torna a esmentarse a l'acta de consagració de Santa Maria de Manresa. L'església, però, no fou esmentada fins a l'any 1086. En l'acta de consagració de l'església de Santa Maria de l'Estany (1133) l'església de Sant Jaume d'Olzinelles i la sagrera consten com a propietat de la canònica. L'església va restar sota el domini de la canònica fins al 1592 quan passà a passà a domini episcopal. Les dues parròquies del terme passaren a tenir un sol rector, Sant Jaume i Sant Genís de la Vall dels Horts es van unir a finals del segle xvi.
Quan es va construir una fàbrica tèxtil uns centenars de metres més amunt del Pont de Cabrianes, i cases pels treballadors a banda i banda de la divisòria del terme amb Sallent, es va construir una nova església prop d'aquest nucli, on es van traslladar les funcions parroquials amb la mateixa titularitat que l'església antiga. El tancament de la fàbrica tèxtil va determinar la despoblació d'aquesta zona.